# إسكندر البارودي
إسكندر بن نقولا بن سمعان بن مراد البارودي (1272 هـ - 1856م / 1339 هـ - 1921م): طبيب لبناني مصنف. أصله من حوران في سورية وانتقل أحد جدوده إلى لبنان. ولد في صيداء، وتعلم في المدرسة الأميركية ببيروت، وانقطع للطب، فتقلب في مناصب طبية متعددة وعني بنفائس المخطوطات العربية فجمع مكتبة حافلة. ودرس علم الحقوق وأجيز به.
تولى البارودي إنشاء مجلة الطبيب مدة طويلة. توفي في سوق الغرب.

## من مؤلفاته
من تآليفه: (حياة الدكتور فانديك) و(السوار المحلى) في الطب، و(النصائح الموافقة في سن المراهقة)، و(المبادئ الصحية للاحداث)، و(خير الأغراض في مداواة الأمراض)، و(أضرار المسكرات)، و(مذنب هاللي) و(تاريخ الحثيين).